# Alfabeto gaudi
El alfabeto gaudi o proto-bengalí es un alfabeto bráhmico alfasilábico. Esta escritura se considera que engloba el antepasado de varios alfabetos, a saber: el alfabeto bengalí-asamés, el alfabeto odia y el alfabeto tirhuta.  Se utilizó por primera vez para escribir prácrito y sánscrito.

## Orígenes
La escritura gaudi apareció en la India antigua como un derivado nororiental del siddham, a su vez derivado del gupta.